# Gunung Kembang (Kikim Timur)
Gunung Kembang is een bestuurslaag in het regentschap Lahat van de provincie Zuid-Sumatra, Indonesië. Gunung Kembang telt 857 inwoners (volkstelling 2010).